# Lưu Đại
Lưu Đại (giản thể: 刘岱; phồn thể: 劉岱; bính âm: Liu Dai; ? – 192), tự Công Sơn (公山), là quan viên, quân phiệt cuối thời Đông Hán trong lịch sử Trung Quốc.

## Tiểu sử
Lưu Đại quê ở huyện Mưu Bình, quận Đông Lai, Thanh Châu, là hậu duệ của Mưu Bình Cung hầu Lưu Tiết (con trai của Tề Hiếu vương Lưu Tương Lư) thời Tây Hán; cháu nội của nho gia Lưu Bản; con trai của Thái thú Sơn Dương Lưu Dư; cháu gọi Thái úy Lưu Sủng bằng bác. Tư Mã Bưu nhận xét Lưu Đại cùng em trai Lưu Do đều có tài năng xuất chúng. Vương Xán thì ghi nhận tính cách của Lưu Đại trong bốn chữ "hiếu đễ nhân thứ" (hiếu thảo, hòa thuận, nhân hậu, khoan dung).
Nhờ có tài năng, cùng với việc bác ruột từng làm Thái úy mà Lưu Đại thông thuận trong hoạn lộ, vào kinh giữ chức Thị ngự sử. Trung bình hầu Trương Nhượng, Triệu Trung thuyết phục Hán Linh đế thu tiền ruộng đồng của dân chúng, cứ mỗi mẫu 10 tiền, để tu sửa cung điện, đúc đồng nhân ca tụng công đức. Thái thú Nhạc An Lục Khang dâng biểu khuyên gián, chọc giận Linh đế. Linh đế muốn trị tội Lục Khang. Lưu Đại dâng biểu trần tình, giúp Lục Khang tránh được tai họa. Sau sự kiện trên, Lưu Đại được thăng chức từ Thị ngự sử lên Thị trung.
Năm 189, Đổng Trác khống chế triều đình, nghe theo lời Ngũ Quỳnh, Chu Bí, cho đám người Hàn Phức, Lưu Đại, Khổng Trụ, Trương Tư, Trương Mạc ra làm mục thú các nơi. Lưu Đại được bổ nhiệm làm Thứ sử Duyện Châu. Sau đó, Công tào Quảng Lăng Tang Hồng âm thầm du thuyết Thứ sử Quảng Lăng Trương Siêu, Thái thú Trần Lưu Trương Mạc, Thứ sử Duyện Châu Lưu Đại, Thứ sử Dự Châu Khổng Trụ, Thái thú Đông quận Kiều Mạo hội quân phản Đổng Trác.
Tháng giêng năm 190, Kiều Mạo làm giả di thư của tam công, phát hịch cho các châu, quận, kể tội trạng của Đổng Trác, hiệu triệu chư hầu chống Đổng, lại tôn Thái thú Bột Hải Viên Thiệu làm minh chủ. Lưu Đại cùng Hậu tướng quân Viên Thuật, Ký Châu mục Hàn Phức, Thứ sử Dự Châu Khổng Trụ, Thái thú Hà Nội Vương Khuông, Thái thú Trần Lưu Trương Mạc, Thái thú Sơn Dương Viên Di, Tế Bắc tướng Bào Tín hưởng ứng.
Bấy giờ, Minh chủ Viên Thiệu đóng quân ở Hà Nội, còn bốn chư hầu Duyện Châu là Kiều Mạo, Trương Mạc, Viên Di, Lưu Đại đóng quân ở Toan Tảo. Trước sức ép của liên quân, Đổng Trác dẫn theo Hán Hiến đế dời đô Trường An, bỏ lại thành Lạc Dương đổ nát. Khoảng 190–191, mâu thuẫn trong nội bộ minh quân dần dần trở lên gay gắt, Kiều Mạo cùng Lưu Đại bất hòa, bị Lưu Đại giết. Lưu Đại lấy bộ hạ Vương Quăng làm thái thú thay Mạo.
Lưu Đại kết thân với cả Viên Thiệu lẫn Phấn Vũ tướng quân Công Tôn Toản. Thiệu để gia đình ở chỗ Đại, còn Toản cho bộ tướng Phạm Phương dẫn quân giúp đỡ. Năm 191, Công Tôn Toản thế lớn, buộc Viên Thiệu phải nhún nhường. Toản thừa thế ép Lưu Đại phải đoạn tuyệt với Viên Thiệu, lại nói với Phạm Phương: Nếu Đại không đuổi người nhà Thiệu, dẫn quân kỵ trở về. Ta diệt Thiệu, lại đem quân đánh Đại. Lưu Đại bởi điều này mà dùng dằng không quyết. Biệt giá Vương Úc khuyên: Trình Dục nhiều mưu, có thể bàn việc lớn. Đại nghe theo, triệu kiến Trình Dục để hỏi kế. Dục nói: Nếu bỏ Thiệu gần mà cầu Toản ở xa, khác nào tìm người nước Việt cứu đứa trẻ đang chìm trước mặt. Mà Công Tôn Toản không phải đối thủ của Viên Thiệu. Dù giờ có thắng quân Thiệu, cuối cùng ắt bị Thiệu bắt. Nếu chỉ để ý thay đổi một sớm không không nghĩ kế lâu dài, tướng quân thua chắc. Lưu Đại nghe theo, Phạm Phương bỏ về, chưa đến nơi thì Toản đã bị Thiệu đánh bại ở Giới Kiều. Lưu Đại muốn dâng biểu phong Trình Dục làm Kỵ đô úy, nhưng Dục lấy cớ bệnh tật từ chối.
Năm 192, quân Khăn Vàng Thanh Châu lên đến trăm vạn người di chuyển đến Duyện Châu, cướp phá huyện Đông Bình. Lưu Đại không nghe lời khuyên của Bào Tín, thay vì cố thủ lại chủ động tấn công, cuối cùng tử trận. Bào Tín cùng Vạn Tiềm bàn nhau tôn Thái thú Đông quận Tào Tháo lên làm Châu mục.

## Trong văn hóa
Trong tiểu thuyết Tam quốc diễn nghĩa của La Quán Trung, Lưu Đại xuất hiện ở hồi 5, là một trong 18 lộ chư hầu hội minh ở Toan Tảo thảo phạt Đổng Trác. Về sau, Lưu Đại muốn mượn lương của Kiều Mạo. Mạo từ chối. Lưu Đại dẫn quân đi vào doanh trại của Mạo, giết Mạo rồi thu hàng quân đội.